# Бели-Вир
Бели-Вир (болг. Бели вир) — село в Болгарии. Находится в Кырджалийской области, входит в общину Черноочене. Население составляет 481 человек.

## Политическая ситуация
В местном кметстве Бели вир, в состав которого входит Бели-Вир, должность кмета (старосты) исполняет Селятин  Шабан Ахмед (Движение за права и свободы (ДПС)) по результатам выборов.
Кмет (мэр) общины Черноочене — Айдын Ариф Осман (Движение за права и свободы (ДПС)) по результатам выборов.